# Менеджер проєкту

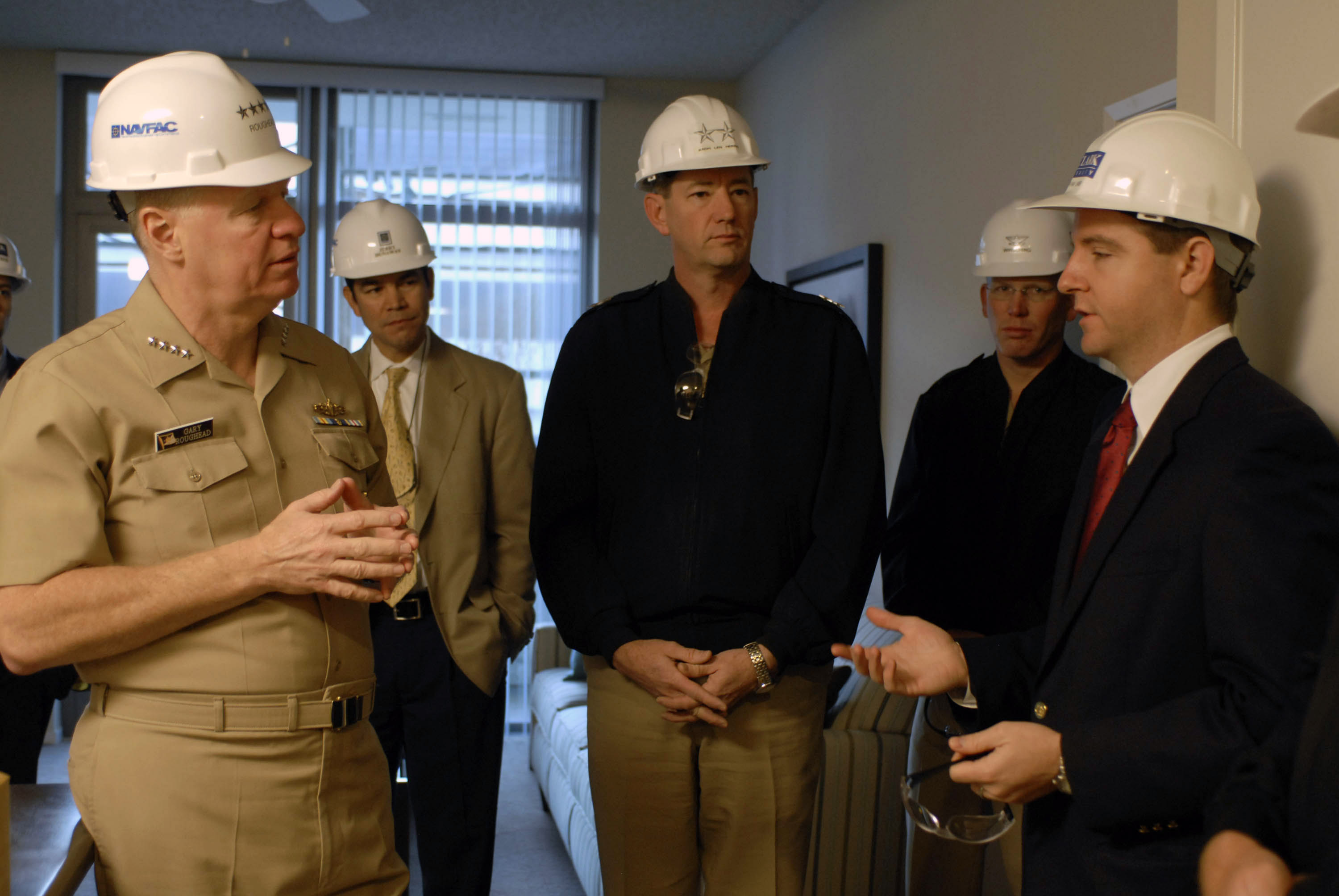
Керівник військово-морськими операціями ВМС США 080111-N-8273J-033 (CNO) Адм. Гарі Рогхед (зліва) розмовляє з проєктними менеджерами

Менеджер проєкту — це фахівець у сфері управління проєктами. Менеджер проєкту може бути відповідальним за планування, виконання та завершення будь-якого проєкту, а також в будь-яких дотичних операціях, що мають визначений початок та кінець, незалежно від індустрії — наприклад, у галузях, таких як будівельна, прокладанні кабельних мереж, телекомунікації або розробка програмного забезпечення. У галузях виробництва та надання послуг також існують менеджери проєктів. Проєктний менеджер є першою точкою контакту стосовно будь-яких проблем чи випадків, які ескалюються керівниками різноманітних відділень у організації, перед тим як бути переадресованими до вищих щаблів керівництва.

## Загальний огляд
Менеджер проєкту — це особа відповідальна за виконання визначених завдань проєкту. Головними завданнями менеджера проєктів є визначення чітких та реалізовних завдань проєкту, визначення вимог до проєкту та управління трьома обмеженнями проєкту: вартістю, часом, межами та обсягом завдань. Визначають наступні основні зони відповідальності проєктного менеджера:
- визначення і комунікування цілей проєкту як зрозумілих, корисних та досяжних
- забезпечення основних засобів для виконання проєкту, таких як власне команда, що виконуватиме проєкт, необхідна інформація для виконання, різноманітні домовленості та матеріали, а також технології для досягнення визначених цілей проєкту
- керування трьома основними обмеженнями проєкту — трикутник проєктного менеджменту, що включає вартість, час, рамки та якість

Проєктний менеджер є представником клієнта і має визначити та забезпечити виконання основних вимог клієнта по проєкту, базуючись на базі знань організації, яку вони представляють. Щоб ефективно працювати з усіма особливостями проєкту, буває необхідним досвід роботи проєктного менеджера у власне галузі проєкту. Дуже важливим для проєктного менеджера є здатність адаптуватися до різноманітних внутрішніх процедур клієнта та формувати тісні зв'язки з усіма ключовими представниками клієнта, задля забезпечення реалізації потрібних показників по вартості, часу, якості та, що є найголовнішим, рівню задоволення клієнта.

## Ключові теми проєктного менеджменту
- встановлення причини важливості проєкту
- встановлення очікуваного рівня кінцевих результатів
- оцінка ресурсів
- шкала часу
- Інвестиції, корпоративна угода та фінансування
- Виконання плану проєктного менеджменту на проєкті
- тимбілдинг та мотивація
- оцінка ризиків та змін у проєкті
- підтримування стабільності проєкту
- моніторинг
- управління зацікавленими сторонами
- управління постачальниками
- закриття проєкту.[1]

Проєктні інструментиДуже часто інструменти, знання та технології, що використовуються для управління проєктами, є унікальними для проєктного менеджменту. Наприклад: структура декомпозиції робіт, аналіз критичного шляху чи управління заробленою вартістю. Однак одного лише розуміння та застосування інструментів і технологій, які визначаються як добрі практики, не є достатньо для ефективного провадження керування проєктами. Для ефективного провадження проєктного менеджменту проєктний менеджер має також розуміти і використовувати навички з бодай чотирьох джерел досвіду. Прикладом може бути Довідни́к з управлі́ння проєктами, Знання в галузі застосування: стандарти та правила, встановлені ISO для управління проєктами, Загальні навички управління та управління середовищем проєкту. Існує також багато різного програмного забезпечення для допомоги у провадженні проєктів проєктним менеджерам та його/її команди.
Проєктні командиПід час наймання та побудови ефективної команди менеджер має зважати не лишень на технічні уміння кожної особи, але й на критичні ролі та так звану «хімію» між працівниками (наскільки вони пасують один до одного в сенсі характерів). Проєктна команда зазвичай складається з трьох основних окремих компонентів: проєктний менеджер, основна команда («ядро») та субконтрактори.
РизикиБільшість проблем проєктного менеджменту, що мають вплив на власне проєкт, випливають з ризиків, які в свою чергу випливають з невизначеності. Успішний проєктний менеджер має фокусуватися на ризиках як на одній з найголовніших тем та має робити все можливе для зменшення їх впливу, часто залучаючи для цього політику відкритого спілкування, що надає можливість учасникам проєкту висловлювати своїх думки і побоювання.

## Відповідальність і обов'язки
Проєктний менеджер є відповідальним за те, щоб кожен член команди знав/знала, що від нього/неї вимагається та міг/могла виконувати свою роль, що почувається надихнутим/ою та що отримує необхідний і достатній рівень підтримки, знає, що вимагається від ролі та від інших членів команди і діє, вважаючи що всі свої ролі виконуватимуть, а не навпаки.
Обов'язки проєктного менеджера можуть відрізнятися в залежності від галузі проєкту, розміру команди, дозрілості компанії та культури компанії.
Тим не менше є спільні обов'язки для всіх проєктних менеджерів, а саме:
- розробка плану проєкту
- управління зацікавленими сторонами
- управління комунікаціями
- керування проєктною командою
- керування ризиками
- керування графіком проєкту
- керування кошторисом проєкту
- керування конфліктами на проєкті
- управління реалізацією проєкту
- керування контрактами

## Типи

### Архітектурний проєктний менеджер
Архітектурні проєктні менеджери — це проєктні менеджери в галузі архітектури. У них є багато спільних рис з їх колегами з будівельної галузі.
Також, вони часто тісно співпрацюють з будівельними проєктними менеджерами у офісах підрядників та, в той же час, координують роботу дизайнерських команд та численних консультантів, які роблять свій внесок у будівництво проєкту, а також керують комунікаціями з клієнтом.
Питання бюджету, графіку та контролю якості лежать у зоні відповідальності проєктного менеджера у архітектурному офісі.

### Будівельний (конструкційний) проєктний менеджер
Ще донедавна будівельній індустрії, зокрема американській, бракувало бодай якогось рівня стандартизації, що призводило до того, що не тільки кожна країна, а й кожен штат мав свої внутрішні стандарти, які базувалися на їх внутрішній юрисдикції.
Однак деякі організації, що базуються у США, зробили перші кроки у створенні загальноприйнятого набору кваліфікацій та тестів для визначення компетенції проєктних менеджерів.
- Організація Асоціація Управління будівництва Америки (CMAA (англ.)) займається сертифікацією менеджерів з будівництва (СМБ). Метою СМБ є стандартизація освіти, досвіду та професійного розуміння, яке потрібне для провадження будівельного менеджменту на найвищому рівні.
- Інститут Проєктного Менеджменту (PMI) зробив певний прогрес у стандартизації проєктного менеджменту шляхом створення сертифікації Спеціаліста Проєктного Менеджменту (PMP (англ.)).
- Комісія Будівельної Сертифікації Американського інституту будівельників проводить піврічні тестування рівня країни. Вісім програм Американського Будівельного Менеджменту пропонуються студентам перед отриманням їх бакалаврів у будівельній інженерії, а 15 університетів активно пропонують студентам взяти участь у іспитах.
- Асоційовані коледжі будівельної освіти та Асоційовані будівельні школи зробили чималий прогрес у розвитку національних стандартів для програм будівельної освіти.

Ця професія нещодавно дозріла до того, щоб бути включеною у кілька десятків програм бакалаврів у будівельній інженерії.
Чимало університетів також почали пропонувати магістратуру у проєктному менеджменті. Ці програми зазвичай пристосовані до працюючих спеціалістів, хто вже має досвід проєктного менеджменту чи суміжного; вони надають більш інтенсивну і глибоку освіту у галузі проєктного менеджменту.
Будівельні батальйони ВМС США, так звані Морські Бджоли, дуже багато уваги приділяють тренуванню і сертифікації спеціалістів проєктного менеджменту кожного рівня.
Щоб стати Чиф-петті офіцером у Морських Бджолах, це те саме що й отримати бакалавра у будівельній інженерії з додатковим бонусом у вигляді кількох років досвіду.

### Інженерний проєктний менеджер
У інженерії проєктний менеджмент включає розгляд продукту чи пристрою через призму фаз розробки і виробництва, працю з різноманітними спеціалістами у різних галузях інженерії та виробництва, що проводять продукт від концепту до закінченої версії.
Опціонально, це може включати різноманітні версії та стандарти, які вимагаються різними країнами, а також знання законів, вимог та інфраструктури.

### Проєктний менеджер страхових вимог
У страховій галузі проєктні менеджери часто мають передбачувати ситуації та керувати відновленням будинків/офісів клієнтів після пожеж, потопів чи інших лих, їх знання мають покривати все від електроніки до знесення будівель та працю будівельних підрядників.

### IT Проєктний менеджер
IT Проєктні менеджери зазвичай діляться на дві категорії, а саме Проєктний менеджер програмного забезпечення та Проєктний менеджер IT інфраструктури.

#### Проєктний менеджер програмного забезпечення
Проєктний менеджер програмного забезпечення поділяє багато спільних рис з його колегами з інших галузей.
Окрім вмінь, які зазвичай має мати традиційний проєктний менеджер у таких галузях як будівництво чи виробництво, проєктний менеджер програмного забезпечення зазвичай має широкий досвід у розробці програмного забезпечення.
Чимало проєктних менеджерів програмного забезпечення мають ступінь у інформатиці, інформаційних технологіях, керуванні інформаційними системами тощо.
У традиційному проєктному менеджменті використовується зазвичай важка, легко передбачувана методологія водоспаду, але проєктні менеджери програмного забезпечення також мають мати досвід у більш легких, гнучких методологіях, таких як метод розробки динамічних систем, скрам та екстремальне програмування. Ці методології проєктного менеджменту базуються на непевностях під час розробки нових систем програмного забезпечення та мають в своїй основі менші, поступові цикли розробки. Ці поступові та повторювані цикли мають однакову визначену тривалість (зазвичай від одного до чотирьох тижнів) та на кінець циклу надають робочу підмножину виконаних вимог для системи. Збільшення застосування легких методик завдячує тому факту що вимоги до програмного забезпечення дуже часто змінюються, і надзвичайно важко відобразити всі зміни потенційних вимог у одній фазі розробки проєкту перед випуском програмного забезпечення.
Проєктний менеджер програмного забезпечення також має знати процес розробки програмного забезпечення (SDLC (англ.)). Це може включати глибокі знання та вміння у роботі з вимогами, в тому числі їх збиранні, розробці програмного забезпечення, логічному та фізичному дизайні баз даних і мережевих технологій тощо. Ці знання є зазвичай результатом вищезазначеної освіти та досвіду. Це не є загальним правилом для проєктних менеджерів, але багато хто отримує сертифікацію Спеціаліста Проєктного Менеджменту (PMP (англ.)), яка пропонується Інститутом Проєктного Менеджменту, сертифікацію по Методиці керування проєктами в контрольованому середовищі (PRINCE2 (англ.)) чи просунутий ступінь у проєктному менеджменті, такий як Магістр наук в галузі управління проєктами чи інші.

#### Проєктний менеджмент IT інфраструктури
Проєктний менеджмент IT інфраструктури базується на глибинних знаннях відділу ІТ, що включають комп'ютери, сервери, масиви зберігання інформації, мережі а також такі аспекти як резервні копії, безперервність бізнесу, оновлення, заміну та розвиток. Часто додатковий датацентр будується у віддаленій локалізації для захисту бізнесу від разноманітних лих, які спричинені стихійними лихами чи погодою. Нещодавно також комп'ютерна безпека стала значною областю для розвитку у менеджменті ІТ інфраструктури.
Проєктний менеджер IT інфраструктури зазвичай має ступінь бакалавра у інженерії чи комп'ютерних науках, в той час як ступінь магістра у проєктному менеджменті зазвичай вимагається для посад вищого рівня. Окрім формальної освіти, більшість проєктних менеджерів вищого рівня є сертифіковані Інститутом Проєктного Менеджменту, як Спеціаліст Проєктного Менеджменту. ІПМ (PMI (англ.)) також має кілька додаткових варіантів сертифікації, але сертифікат Спеціаліста Проєктного Менеджменту на разі є найпопулярнішим.
Проєктні менеджери IT інфраструктури є відповідальними за керування проєктами, які мають бюджети від кількох тисяч доларів США до багатьох мільйонів. Вони мають розуміти бізнес та бізнес цілі спонсора, а також технологічні можливості задля досягнення бажаних цілей проєкту. Однією з найскладніших частин роботи проєктного менеджера IT інфраструктури визначають власне переведення цілей бізнесу у технічні вимоги. Часто для допомоги в таких переведеннях залучають також бізнес аналітиків. Розмір команди для великого інфраструктурного проєкту може досягати кількох сотень інженерів та технічних спеціалістів, багато хто з яких мають специфічні характери, що вимагає потужного керівництва для досягнення поставлених цілей.
Через великі операційні видатки на керування великими командами висококваліфікованих талановитих ІТ інженерів багато компаній аутсорсить проєкти по створенню та оновленню інфраструктури до підрядників, багато з яких мають потужні організації проєктного менеджменту з можливістю керування не тільки проєктами клієнтів, а й генерування в той же час високоякісного доходу.

## Подальше читання
- Інститут проєктного менеджменту (PMI), США
- US DoD (2003). Interpretive Guidance for Project Manager Positions [Архівовано 11 червня 2011 у Wayback Machine.]. Серпень 2003. (англ.)
- Настільна книга з вихідним джерельним кодом для проєктних менеджерів Open source handbook for project managers [Архівовано 10 жовтня 2014 у Wayback Machine.]. Липень 2006. (англ.)
- Збірник наукових статей Project Management Training: Research [Архівовано 10 червня 2013 у Wayback Machine.]. Листопад 2012. (англ.)